# Молодіжний чемпіонат Європи з футболу 1994 (кваліфікація)
Молодіжний чемпіонат Європи з футболу 1994 кваліфікація — відбірний етап чемпіонату Європи, що відбувся з 21 квітня 1992 по 14 грудня 1993.

## Група 1
|            |   | І | В | Н | П  | МЗ | МП  | О  |
| ---------- | - | - | - | - | -- | -- | --- | -- |
| Італія     | 8 | 7 | 0 | 1 | 16 | 6  | +10 | 21 |
| Португалія | 8 | 5 | 2 | 1 | 18 | 4  | +14 | 17 |
| Швейцарія  | 8 | 3 | 2 | 3 | 11 | 8  | +3  | 11 |
| Шотландія  | 8 | 2 | 2 | 4 | 8  | 11 | −3  | 8  |
| Мальта     | 8 | 0 | 0 | 8 | 1  | 25 | −24 | 0  |

| - Швейцарія 2-0 Шотландія - Шотландія 0-0 Португалія - Італія 1-0 Швейцарія - Швейцарія 4-0 Мальта - Шотландія 1-2 Італія - Мальта 0-1 Італія - Мальта 0-2 Португалія - Шотландія 3-0 Мальта - Португалія 2-0 Італія - Італія 3-0 Мальта | - Швейцарія 1-1 Португалія - Мальта 1-4 Швейцарія - Португалія 2-1 Шотландія - Швейцарія 0-2 Італія - Португалія 7-0 Мальта - Шотландія 0-0 Швейцарія - Португалія 3-0 Швейцарія - Італія 5-2 Шотландія - Мальта 0-1 Шотландія - Італія 2-1 Португалія |

## Група 2
|   |            | І  | В | Н | П  | МЗ | МП | О  |
| - | ---------- | -- | - | - | -- | -- | -- | -- |
| 1 | Польща     | 10 | 7 | 0 | 3  | 26 | 10 | 21 |
| 2 | Туреччина  | 10 | 6 | 2 | 2  | 15 | 10 | 20 |
| 3 | Норвегія   | 10 | 6 | 1 | 3  | 20 | 13 | 19 |
| 4 | Англія     | 10 | 4 | 3 | 3  | 20 | 8  | 15 |
| 5 | Нідерланди | 10 | 3 | 2 | 5  | 11 | 14 | 11 |
| 6 | Сан-Марино | 10 | 0 | 0 | 10 | 3  | 40 | 0  |

| - Норвегія 3-2 Сан-Марино - Польща 3-0 Туреччина - Норвегія 1-0 Нідерланди - Сан-Марино 0-3 Норвегія - Англія 0-2 Норвегія - Нідерланди 1-3 Польща - Туреччина 4-0 Сан-Марино - Англія 0-1 Туреччина - Туреччина 1-1 Нідерланди - Англія 6-0 Сан-Марино - Нідерланди 0-1 Туреччина - Сан-Марино 0-2 Туреччина - Нідерланди 3-0 Сан-Марино - Туреччина 0-0 Англія - Польща 7-0 Сан-Марино | - Норвегія 5-2 Туреччина - Англія 3-0 Нідерланди - Сан-Марино 0-5 Польща - Польща 1-4 Англія - Норвегія 1-1 Англія - Нідерланди 2-1 Норвегія - Англія 1-2 Польща - Норвегія 3-1 Польща - Сан-Марино 1-3 Нідерланди - Польща 2-0 Норвегія - Нідерланди 1-1 Англія - Туреччина 1-0 Польща - Туреччина 3-1 Норвегія - Польща 2-0 Нідерланди - Сан-Марино 0-4 Англія |

## Група 3
|   |           | І | В | Н | П | МЗ | МП | О  |
| - | --------- | - | - | - | - | -- | -- | -- |
| 1 | Іспанія   | 8 | 7 | 1 | 0 | 15 | 4  | 22 |
| 2 | Німеччина | 8 | 5 | 0 | 3 | 20 | 8  | 15 |
| 3 | Данія     | 8 | 4 | 0 | 4 | 12 | 9  | 12 |
| 4 | Албанія   | 8 | 1 | 2 | 5 | 5  | 18 | 5  |
| 5 | Ірландія  | 8 | 1 | 1 | 6 | 7  | 20 | 4  |

| - Іспанія 1-1 Албанія - Ірландія 3-1 Албанія - Данія 3-2 Ірландія - Албанія 0-1 Німеччина - Іспанія 2-1 Ірландія - Німеччина 1-2 Іспанія - Німеччина 4-1 Албанія - Ірландія 0-1 Німеччина - Німеччина 8-0 Ірландія - Данія 0-1 Іспанія | - Данія 1-4 Німеччина - Ірландія 0-2 Данія - Албанія 1-1 Ірландія - Данія 5-0 Албанія - Албанія 1-0 Данія - Албанія 0-3 Іспанія - Німеччина 0-1 Данія - Ірландія 0-2 Іспанія - Іспанія 1-0 Данія - Іспанія 3-1 Німеччина |

## Група 4
|   |                | І | В | Н | П | МЗ | МП | О  |
| - | -------------- | - | - | - | - | -- | -- | -- |
| 1 | Чехословаччина | 8 | 6 | 1 | 1 | 16 | 4  | 19 |
| 2 | Румунія        | 8 | 5 | 0 | 3 | 13 | 10 | 15 |
| 3 | Бельгія        | 8 | 4 | 1 | 3 | 9  | 7  | 13 |
| 4 | Уельс          | 8 | 3 | 2 | 3 | 16 | 16 | 11 |
| 5 | Кіпр           | 8 | 0 | 0 | 8 | 4  | 21 | 0  |

| - Бельгія 3-0 Кіпр - Румунія 2-3 Уельс - Чехословаччина 1-0 Бельгія - Кіпр 2-4 Уельс - Бельгія 1-0 Румунія - Румунія 1-0 Чехословаччина - Бельгія 3-1 Уельс - Кіпр 0-2 Румунія - Кіпр 0-1 Бельгія - Кіпр 0-2 Чехословаччина | - Уельс 0-0 Бельгія - Румунія 1-0 Кіпр - Чехословаччина 1-1 Уельс - Чехословаччина 4-2 Румунія - Уельс 0-4 Чехословаччина - Румунія 3-1 Бельгія - Уельс 6-2 Кіпр - Чехословаччина 2-0 Кіпр - Уельс 1-2 Румунія - Бельгія 0-2 Чехословаччина |

## Група 5
|   |            | І | В | Н | П | МЗ | МП | О  |
| - | ---------- | - | - | - | - | -- | -- | -- |
| 1 | Росія      | 8 | 6 | 2 | 0 | 25 | 4  | 20 |
| 2 | Греція     | 8 | 6 | 2 | 0 | 23 | 6  | 20 |
| 3 | Ісландія   | 8 | 3 | 0 | 5 | 11 | 17 | 9  |
| 4 | Угорщина   | 8 | 2 | 1 | 5 | 8  | 16 | 7  |
| 5 | Люксембург | 8 | 0 | 1 | 7 | 2  | 26 | 1  |

| - Греція 3-0 Ісландія - Угорщина 3-2 Ісландія - Люксембург 0-0 Угорщина - Ісландія 1-3 Греція - Росія 5-0 Ісландія - Росія 2-1 Люксембург - Греція 2-1 Угорщина - Греція 6-0 Люксембург - Угорщина 1-2 Греція - Люксембург 0-6 Росія | - Росія 2-0 Угорщина - Люксембург 1-3 Ісландія - Росія 1-1 Греція - Ісландія 0-1 Росія - Ісландія 2-1 Угорщина - Угорщина 0-6 Росія - Ісландія 3-0 Люксембург - Люксембург 0-4 Греція - Угорщина 2-0 Люксембург - Греція 2-2 Росія |

## Група 6
|   |           | І  | В | Н | П | МЗ | МП | О  |
| - | --------- | -- | - | - | - | -- | -- | -- |
| 1 | Франція   | 10 | 8 | 1 | 1 | 20 | 6  | 25 |
| 2 | Швеція    | 10 | 4 | 4 | 2 | 21 | 8  | 16 |
| 3 | Фінляндія | 10 | 4 | 2 | 4 | 10 | 13 | 14 |
| 4 | Болгарія  | 10 | 4 | 2 | 4 | 9  | 13 | 14 |
| 5 | Ізраїль   | 10 | 3 | 1 | 6 | 17 | 16 | 10 |
| 6 | Австрія   | 10 | 1 | 2 | 7 | 8  | 29 | 5  |

| - Фінляндія 0-0 Болгарія - Фінляндія 1-0 Швеція - Болгарія 0-1 Франція - Швеція 6-0 Болгарія - Франція 6-1 Австрія - Австрія 1-5 Ізраїль - Ізраїль 1-1 Швеція - Франція 1-2 Фінляндія - Ізраїль 1-2 Болгарія - Ізраїль 1-2 Франція - Австрія 0-1 Франція - Австрія 2-0 Болгарія - Болгарія 3-1 Фінляндія - Франція 2-1 Швеція - Болгарія 1-0 Ізраїль | - Фінляндія 2-0 Австрія - Швеція 1-1 Австрія - Швеція 4-1 Ізраїль - Фінляндія 1-0 Ізраїль - Швеція 1-1 Франція - Австрія 2-2 Фінляндія - Фінляндія 0-1 Франція - Болгарія 0-0 Швеція - Болгарія 3-0 Австрія - Швеція 4-0 Фінляндія - Франція 3-0 Ізраїль - Ізраїль 6-0 Австрія - Ізраїль 2-1 Фінляндія - Австрія 1-3 Швеція - Франція 2-0 Болгарія |

## Кваліфікувались до фінальної частини
| Країна         | Групи                  | Попередні турніри                                  |
| -------------- | ---------------------- | -------------------------------------------------- |
| Італія         | Група 1                | 8 (1978, 1980, 1982, 1984, 1986, 1988, 1990, 1992) |
| Польща         | Група 2                | 4 (1982, 1984, 1986, 1992)                         |
| Іспанія        | Група 3                | 5 (1982, 1984, 1986, 1988, 1990)                   |
| Чехословаччина | Група 4                | 5 (1978, 1980, 1988, 1990, 1992)                   |
| Росія          | Група 5                | 0 (дебют)                                          |
| Франція        | Група 6                | 4 (1982, 1984, 1986, 1988)                         |
| Греція         | Найкраща серед 2 місць | 1 (1988)                                           |
| Португалія     | 2 місце                | 0 (дебют)                                          |